# Cohen Bramall
Cohen Conrad Bramall (Crewe, 2 aprile 1996) è un calciatore inglese, difensore del Luton Town.

## Biografia
Nato a Crewe, nel Cheshire, si limita a giocare in campionati amatoriali locali fino a 20 anni e nel frattempo lavora come operaio in una fabbrica di Bentley.

## Caratteristiche tecniche
È un terzino sinistro.

## Carriera
Nel 2017 l'Arsenal gli offre un contratto e lo manda in prestito al Birmingham City, in Championship. Nella seconda serie inglese totalizza appena cinque presenze e, successivamente, passa al Colchester Utd in League Two. Nel 2020 fa un salto di categoria, passando al Lincoln City e nel 2022 ritorna in Championship, ma stavolta come titolare del Rotherham Utd.
Nel 2025 lascia il Rotherham United con un totale di 102 presenze e 2 reti per passare al Portsmouth.
Il 1º agosto 2025 si trasferisce a titolo definitivo al Luton Town.